# Boban Babunski
Boban Babunski (mazedonisch Бобан Бабунски; * 5. Mai 1968 in Skopje, damals SFR Jugoslawien) ist ein ehemaliger jugoslawischer und mazedonischer Fußballspieler und späterer Trainer. Er ist der Vater der Fußballspieler Dorian und David Babunski.

## Sportliche Laufbahn

### Vereinskarriere
Babunski begann seine Karriere in seiner Heimatstadt bei Vardar Skopje. Nachdem er dort als Innenverteidiger zu einem wichtigen Teil der Mannschaft geworden war und fast 150 Ligaspiele absolviert hatte, wechselte er 1992 zu ZSKA Sofia, womit er zum ersten Mazedonier wurde, der in der bulgarischen A Grupa spielte. 1994 verließ er den Verein wieder. Es folgten mehrere Auslandsstation, unter anderem in Spanien, Japan und Griechenland. Der CD Logroñés war 1999 bis 2000 die letzte Station, bei der Babunski regelmäßig spielte. Bei seinen folgenden Engagements kam er nicht mehr über die Rolle des Ergänzungsspielers hinaus. Zu diesen Stationen zählte auch der deutsche Zweitligist Chemnitzer FC, dem er sich für die Saison 2000/01 anschloss. Hier debütierte er am 7. Spieltag bei der 0:2-Heimniederlage gegen den 1. FSV Mainz 05. Gegen den LR Ahlen erzielte Babunski beim 2:2-Unentschieden am 11. Spieltag sein erstes und einziges Tor für Chemnitz. Nach Ende der Saison verließ er Deutschland wieder und kehrte in seine Heimat Mazedonien zurück. Dort absolvierte er in der folgenden Saison noch drei Spiele für Rabotnički Skopje, bevor er 2002 seine Spielerkarriere beendete.

### Auswahleinsätze
Babunski debütierte am 4. September 1991 für Jugoslawien bei der 3:4-Niederlage gegen Schweden. Er absolvierte noch zwei weitere Länderspiele für Jugoslawien, bevor der Staat endgültig zerfiel. In der Folge spielte Babunski für Mazedonien. Dort debütierte er bereits im ersten Länderspiel der jungen Nation, beim 4:1-Sieg am 13. Oktober 1993 gegen Slowenien. Beim 3:0-Sieg gegen Liechtenstein in der Qualifikation zur WM 1998 führte er seine Auswahl erstmals als Kapitän auf den Platz. Im selben Spiel erzielte er seinen ersten und einzigen Treffer für die mazedonische Fußballnationalmannschaft. In seinem letzten Länderspiel, dem 1:1-Unentschieden gegen Irland am 9. Oktober 1999, durfte er sein Team letztmals als Kapitän anführen.

## Trainerlaufbahn
Babunski begann seine Trainerlaufbahn 2002 als Assistent von Slobodan Santrač bei der mazedonischen Fußballnationalmannschaft. Als dieser 2005 zurücktrat, übernahm Babunski die Mannschaft interimsweise, musste aber bald darauf Srečko Katanec weichen. Später trainierte er zeitweilig Rabotnički Skopje, den Verein, bei dem er einst seine Karriere beendet hatte. Von 2009 bis 2014 trainierte er die mazedonische U-21-Nationalmannschaft.